# پیرپروفن
پیرپروفن (انگلیسی: Pirprofen) یک داروی ضد التهابی غیر استروئیدی (NSAID) بود که توسط شرکت نوارتیس/Ciba-Geigy در سال ۱۹۸۲ به عنوان داروی درمان آرتروز و درد به بازار عرضه شد. برچسب آن پس از بروز عوارض جانبی از جمله موارد مسمومیت کشنده کبدی محدود شد. Ciba-Geigy در سال ۱۹۹۰ داوطلبانه این دارو را از بازار جهان خارج کرد.